# Rozea subjulacea
Rozea subjulacea är en bladmossart som beskrevs av Bescherelle 1872. Rozea subjulacea ingår i släktet Rozea och familjen Entodontaceae. Inga underarter finns listade i Catalogue of Life.